# Order Czerwonego Sztandaru (Mongolia)

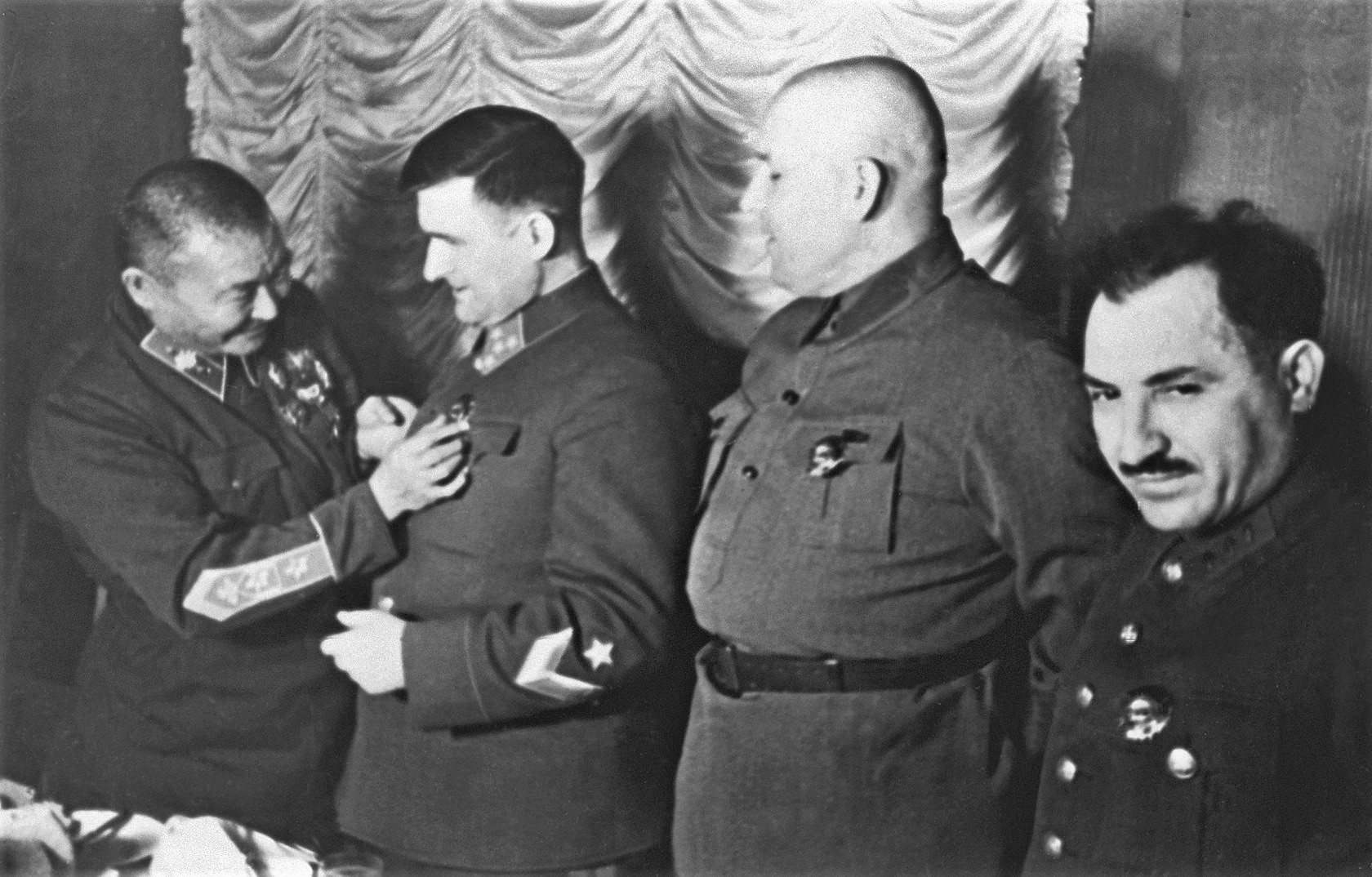
Marszałek Mongolii Chorlogijn Czojbalsan odznacza mongolskim Orderem Czerwonego Sztandaru generała pułkownika Wasilija Sokołowskiego, 1942

Order Czerwonego Sztandaru (mong. «Цэргийн гавьяаны улаан туг» одон) – odznaczenie państwowe Mongolii ustanowione w 1926 roku.

## Historia
Początkowo order nosił nazwę „Za Odwagę Wojskową”. W 1931 roku, wzorując się na radzieckim Orderze Czerwonego Sztandaru, zmieniono jego nazwę na Order Czerwonego Sztandaru za Waleczność Wojskową. W 1945 został przemianowany na Order Czerwonego Sztandaru za Zasługi Wojskowe, a od 1993 roku znów nosi oficjalną nazwę Order Czerwonego Sztandaru za Waleczność Wojskową.
Nadawany był żołnierzom, oficerom i pracownikom politycznym Mongolskiej Armii Ludowo-Rewolucyjnej, a później Mongolskiej Armii Ludowej, a także pracownikom organów bezpieczeństwa państwowego, straży granicznej i innym obywatelom, którzy dokonali bohaterskiego czynu w obronie kraju przed agresorami i przyczynili się do rozwoju armii ludowo-rewolucyjnej, wzmacniając siłę obronną kraju przed wrogami zewnętrznymi i wewnętrznymi, w dziele ochrony pokojowej pracy ludu. Order był przyznawany także żołnierzom i dowódcom Armii Czerwonej i Armii Radzieckiej oraz sił zbrojnych innych państw socjalistycznych.
Jednymi z pierwszych odznaczonych tym orderem byli marszałkowie Związku Radzieckiego Klimient Woroszyłow i Siemion Budionny oraz radzieccy piloci: Gieorgij Kaługin, Siergiej Dienisow, Hryhorij Krawczenko i Jakow Smuszkiewicz, broniący Mongolii przez Japończykami w bitwie nad Chałchin-Goł.
Ci, którzy szczególnie zasłużyli się w obronie Mongolskiej Republiki Ludowej, zostali odznaczeni Orderem Czerwonego Sztandaru dwukrotnie, trzykrotnie, czterokrotnie, a marszałek Chorlogijn Czojbalsan otrzymał ten order pięciokrotnie. Wśród czterokrotnie odznaczonych znaleźli się m.in. marszałek Mongolii Gelegdorżyjn Demid, generał pułkownik J. Łchagwasuren, generał dywizji G. Randoo, pułkownik D. Niantajsuren, a wśród trzykrotnie odznaczonych: Klimient Woroszyłow, generałowie dywizji D. Damdinhuu, M. Zaisanow, Ch. Danzan, B. Szagdarżaw, pułkownik M. Cedendasz, dowódca brygady Ch. Szagdarsuren oraz podpułkownik W. Saarałdaj.
Mongolskim Orderem Czerwonego Sztandaru odznaczano także jednostki wojskowe, formacje, szkoły wojskowe, zakłady przemysłowe i organy administracyjne, które z sukcesem zrealizowały zadania w zakresie wzmacniania siły militarnej Mongolii i zdolności obronnych kraju. Order Czerwonego Sztandaru MPR został przyznany Akademii Wojskowej im. M.W. Frunzego, Wojskowej Akademii Politycznej im. W.I. Lenina oraz Wojskowej Akademii Logistyki i Transportu i innym radzieckim uczelniom wojskowym, które wniosły ogromny wkład w szkolenie personelu wojskowego Mongolskiej Armii Ludowej.
Order ten otrzymała także Gazeta wojskowa „Ułan Od” („Czerwona Gwiazda”), Zjednoczona Wyższa Szkoła Wojskowa, Szwadron „Mongolski Arat”, Dowództwo Wojsk Granicznych i Wewnętrznych Mongolskiej Republiki Ludowej, 44 Brygada Pancerna Gwardii „Rewolucyjna Mongolia”, Mongolski Związek Młodzieży Rewolucyjnej oraz radziecka 17 Armia.